# Ждяр над Сазавоу (окръг)
Окръг Ждяр над Сазавоу (на чешки: Okres Žďár nad Sázavou) е един от 5-те окръга на Височинския край на Чехия. Площта му е 1578,51 km2, а населението му – 118 273 души (2016). Административен център е едноименният град Ждяр над Сазавоу. Населените места в окръга са 174, от тях – 6 града и 10 места без право на самоуправление. Код по LAU 1 – CZ0635.
Административната единица граничи със следните окръзи: на запад с окръг Хавличкув Брод, на югозапад с Ихлава, а на юг – с Тршебич. Освен това, на югоизток и изток граничи с Бърно-район и окръг Бланско от Южноморавския край, а на север – с окръзите Свитави и Хрудим от Пардубицкия край.

## Градове и население
Данни за 2009 г.:
| Град                     | Население |
| ------------------------ | --------- |
| Ждяр над Сазавоу         | 22 697    |
| Велке Мезиржичи          | 11 874    |
| Нове Место на Мораве     | 10 313    |
| Бистршице над Пернщейнем | 8617      |
| Велка Битеш              | 5000      |
| Свратка                  | 1531      |

## Образование
По данни от 2003 г.:
| Вид училище                         | Брой училища |
| ----------------------------------- | ------------ |
| Детски градини                      | 81           |
| Начални училища                     | 78           |
| Гимназии                            | 5            |
| Средни училища и промишлени училища | 7            |
| Средни професионални училища        | 8            |
| Висши професионални училища         | 3            |

## Здравеопазване
По данни от 2003 г.:
| Лекари                                      | 376 |
| Болници                                     | 2   |
| Специализирани заведения за лечение и отдих | 3   |
| Зъболекари                                  | 55  |
| Аптеки                                      | 18  |

## Транспорт
През окръга преминават част от магистрала D1 и първокласните пътища (пътища от клас I) I/19 и I/37. Пътища от клас II в окръга са: II/343, II/348, II/349, II/350, II/352, II/353, II/354, II/357, II/360, II/362, II/375, II/379, II/385, II/387, II/388, II/389, II/390, II/391, II/392, II/395, II/399 и II/602.